# Emiko Suzuki
Emiko Suzuki, född den 12 november 1981 i Saitama, Japan, är en japansk konstsimmare.
Hon tog OS-silver i lagtävlingen i konstsim i samband med de olympiska konstsimstävlingarna 2004 i Aten.
Hon tog därefter OS-brons i duett i konstsim  i samband med de olympiska konstsimstävlingarna 2008 i Peking.